# Tembron
Tembron, även Tadzjik–afghanska vänskapsbron, är en hängbro över floden Pjandsj i närheten av staden Chorug i provinsen Gorno-Badachsjan som förbinder mikrodistriktet Tem i Tadzjikistan med platsen Demogan i  provinsen Badakhshan i Afghanistan.
Bron, som byggdes av Aga Khan Foundation, är den första mellan länderna. Den invigdes den 3 november 2002 i närvaro av Tadzjikistans president Emomaly Rahmon, Afghanistans vicepresident Hedayat Amin Arsala och imam Aga Khan IV.